# Arundinella purpurea
Arundinella purpurea är en gräsart som beskrevs av Ferdinand von Hochstetter och Ernst Gottlieb von Steudel. Arundinella purpurea ingår i släktet Arundinella och familjen gräs. Inga underarter finns listade i Catalogue of Life.